# Princessa
Mónica Capel Cruz (Madrid, 18 de mayo de 1975), más conocida como Princessa, es una cantante española.

## Inicios
Pertenece a la tercera generación de una familia de músicos, sus abuelos eran cantantes de flamenco y, su padre y su tío músicos. Se hizo conocida gracias a su participación en el World On Ice de Madrid en 1987 y el Gran Circo Mundial en 1988, estando un año de gira con el espectáculo, en donde se dio a conocer con el nombre de Moni Capel. Colaboró con Disney, cantando temas de series como Patoaventuras o Chip y Chop en sus versiones para España o canciones infantiles como Mickey que popularizó a través del Club Disney, lo cual le abriría puertas en el terreno discográfico con el disco Navidades Mix grabado con tan solo ocho años de edad en el que se incluyen versiones dance de populares villancicos españoles.

## Princessa1993
A los 16 años fue descubierta por el productor alemán Frank Peterson en Ibiza, durante unas vacaciones allá por el verano de 1991. Tras escuchar la voz de Mónica en una cabecera de dibujos animados de Disney, Peterson organizó una sesión de estudio en Madrid. Durante esta sesión, se grabaron algunas maquetas de lo que sería su primer trabajo en solitario. Satisfecho con los resultados, Peterson decidió producir su primer disco. Pero el proyecto no vio la luz hasta 1993, porque Peterson estaba muy volcado en un proyecto para Sarah Brightman.
A principios de 1993, Mónica viajó hasta Alemania en donde conoció al equipo de productores de Nemo Studios, entre ellos Thomas Schwarz y Matthias Meisner. Es en esta época cuando adquiere el nombre artístico Princessa, debido a que Peterson la solía llamar así durante las sesiones de grabación puesto que Mónica era muy atractiva con su pelo recogido al estilo cola de caballo.
Totalmente cantado en español, las canciones fueron compuestas por Susana Espelleta, de la cual se haría muy amiga y posteriormente se convertiría en su mánager. Princessa se publica en 1993 en Alemania y Países Bajos, en España y México se publicó en 1994 con distinta portada. Su primer sencillo fue "Rojo y llanto", que en  España y México obtuvo un éxito moderado, pero que sorprendentemente fue muy bien en Alemania. En Alemania, se lanzó un segundo sencillo "Ensalza tu amor" y en España fue lanzado el sencillo "Tú estás loco".
En mayo de 1994, Princessa viajó a México durante tres semanas para promocionar el disco y también para participar en el Festival de Acapulco. Y, en el verano de 1994, ya venida de México, participó en una gira de verano en España, actuando en más de 40 conciertos.

## Calling you-Princessa1996
Consecuencia del éxito de su primer disco en países de habla hispana, Frank decide 'exportar el producto' a aguas internacionales pero esta vez con los temas interpretados en inglés y con una producción dance.
Fue editado en Alemania y Países Bajos en 1996, titulado Calling you, compuesto por 18 pistas, en inglés y español. Este álbum contó con la participación de Sarah Brightman en la composición de algunas de las canciones así como participando en los coros de alguna de las canciones. Tras el enorme éxito cosechado, sería reeditado en Alemania, Japón y resto de países europeos, como Princessa en el verano de 1997, consiguiendo éxitos de sus siguientes sencillos: "Anyone but you" y "Try to say I'm sorry", en Suecia fue lanzado el sencillo "Vivo" y en Japón se editaron dos más, "Summer of love" y "Baila al ritmo".
En el verano de ese mismo año viaja a Japón para promocionar el disco, dicha campaña rompió sus propias expectativas, vendiendo más de 500.000 copias en una semana. Un trabajo que en Europa vendió más de 300.000 copias, conquistando países para los cuales era una desconocida.
Con este disco logró ser una gran estrella en Finlandia (la que visitó 16 veces). Convirtiéndose en cabeza de cartel de un famoso concierto en este país, “Rantarock” (1997), donde actuó ante unas 45.000 personas. Recibió un disco de platino y con su segundo sencillo extraído de este disco “Vivo” logró un disco de oro.
Este álbum está considerado uno de los mejores álbumes de europop de la historia.

## I won't forget you1999
En 1998, Princessa fue elegida para interpretar la canción principal de una famosa serie alemana, Marienhof, el tema "Snowflakes" título que pertenece a una famosa ópera alemana. Dicha canción se convirtió en un gran éxito navideño, que sirvió como adelanto a su tercer álbum. I won't forget you fue lanzado en 1999 con un sencillo homónimo, teniendo buena aceptación en Europa y Japón, ayudado por ser sintonía de una polémica campaña de Sólido jeans. El tercer y último sencillo fue "(You just) believe in you". En esta ocasión, se produjo una evolución hacia el pop-rock, aunque sin olvidar sus influencias europop y eurodance. Este álbum incluye un dueto con la otra chica Peterson, la reconocidísima soprano Sarah Brightman, el tema "Once in a Lifetime". Al igual que su predecesor, este álbum le valió para conquistar países como Singapur, Filipinas, América e Italia.

## "All I want"
Princessa volvió en abril del 2002 para empezar a grabar un nuevo álbum. En 2003, Princessa ya tenía preparado su cuarto álbum, pero no fue hasta 2005, que su primer sencillo "All I want" vio la luz, en forma de sencillos promocionales para radios e inclusión en un recopilatorio navideño. De nuevo, la solista se había centrado en los sonidos europop y eurodance con la ayuda de su productor Frank Peterson. Estaba anunciado la salida del álbum poco tiempo después, pero la llegada de los sencillos a la tiendas y la salida del álbum, fueron canceladas, debido a los problemas que atraviesa el mercado discográfico y a la falta de presupuesto para la campaña de marketing correspondiente.

## Gira por Finlandia en 2014
En octubre de 2014 Princessa anunció en su Facebook oficial una minigira de dos fechas por uno de los países en los que cosechó mayores éxitos, Finlandia. La cantante actuó el viernes 14 de noviembre en Joensuu y el sábado 15 de noviembre en Helsinki, anunciando que volverá a ese país en febrero de 2015. No se han confirmado más fechas.

## Discografía

### Álbumes
- 1993 Princessa (EMI)
- 1996 Calling you (Warner Music)
- 1997 Princessa (reedición de Calling you) (Warner Music)
- 1999 I won't forget you (Warner Music)
- 2005 All I want

### Sencillos
- 1993 "Rojo Y Llanto" (EMI)
- 1994 "Ensalza Tu Amor" (EMI)
- 1994 "Tú estás loco" (EMI)
- 1996 Calling You (A Message From Love City) (Warner Music)
- 1996 "Anyone But You" (Warner Music)
- 1997 "Try To Say I'm Sorry" (Warner Music)
- 1997 "Baila Al Ritmo" (Warner Music)
- 1997 "Vivo" (Warner Music)
- 1997 "Summer Of Love" (Warner Music)
- 1998 "Snowflakes" (Warner Music)
- 1999 "I Won't Forget You" (Warner Music)
- 1999 "(You Just) Believe In You" (Warner Music)
- 2005 "All I Want" (Edel Records)

## Videografía
- 1993 "Rojo y llanto"
- 1996 "Calling You (A Message From Love City)"
- 1996 "Anyone But You"
- 1997 "Try To Say I'm Sorry"
- 1998 "Snowflakes"
- 1999 "I Won't Forget You"
- 1999 "(You Just) Believe In You"